# 白云洞 (青岛)
白云洞是山东省青岛市崂山区崂山东麓冒岭山之南的一个天然石洞和同名的全真道金山派道观，海拔四百米。第七批全国重点文物保护单位崂山道教建筑群中11处建筑之一。

## 概况
白云洞由四块（或说三块）巨石构建。因石洞构造严谨，没有人工痕迹，当地民间有“人工华严寺，神工白云洞”之说。洞内较为干燥，呈四方形，宽7米，进深7米，高2米。洞顶平整，地面铺有石条，可容数十人，祭祀玉皇神像。清末进士、翰林尹琳基题写“白云洞”三个字洞额。傅沅叔题壁：“夜月清皎，海气苍寒，玩石抚松，飘然登仙。”明末清初，在白云洞旁重建道观，亦名“白云洞”。

## 革沿
白云洞名称来源有二，一说，因白云洞位于高山、临海之处，云雾缭绕；二说，道观的开山祖师为道士田白云。道士邹全阳曾在洞左青龙石前建青龙阁，祭祀三清铜像，现仅存残垣。青龙石前有卧云窟、菩萨洞、清虚洞和普照洞。1935年前后，为道观鼎盛期，时有道士40人，房屋70间，土地700多亩，山岗2000余亩。当时，青岛保安队常驻于此，在白云洞内设有修械所。1939年农历三月十五日，侵华日军入侵白云洞，烧毁全部房屋、毁坏和抢略文物，杀害道士4人、雇工2人。1940年，修复房屋14间。1946年，建迎宾楼，为2层、10间楼房。1956年，青岛市人民政府拨款修缮。文化大革命初期，房屋、神像被破坏，石洞尚存。1982年，白云洞列为青岛市级文物保护单位。
《半岛都市报》、2016年报道称，与其它崂山洞穴类似，仰口游览区管理处因白云洞所在地属未开放区域（护林防火区域），可能存在一定的安全隐患，目前禁止游客进入白云洞。